# Naja Frank Hansen
Naja Frank Hansen (verh. Hedegaard; * 1980) ist eine ehemalige grönländische Handballspielerin.

## Leben und Karriere
Naja Frank Hansen stand bei der Handball-Weltmeisterschaft 2001 im Kader der grönländischen Nationalmannschaft, die sich zum ersten und bislang einzigen Mal in der Geschichte für dieses Turnier qualifizieren konnte und dabei unter 24 teilnehmenden Mannschaften den letzten Platz belegte. Sie debütierte bereits am 27. Dezember 1998 bei der 16:37-Niederlage gegen Island für die Nationalmannschaft – im ersten Länderspiel der Grönländerinnen überhaupt – und bestritt insgesamt zwölf Länderspiele, in denen sie 24 Treffer erzielte. Auf Vereinsebene spielte Hansen zunächst für GSS Nuuk, später für die dänischen Vereine Randers HK und DHG Odense. Sie ist ausgebildete Kosmetikerin, Masseurin, Podologin, Reflexologin und NLP-Trainerin.